# فريديريك روسو
فريديريك روسو (بالفرنسية: Frédéric Rousseau)‏ هو مؤرخ فرنسي، ولد في 22 ديسمبر 1955.